# Эуштинцы
Эушти́нцы (эуштинские татары, еуштинцы, гаустинцы, яуштинцы; самоназвание — тат. яүштә татарлары, яүште) — этнографическая группа сибирских татар, представители коренного населения Томской области. Численность эуштинцев составляет 300—400 человек. Эуштинский народ в основном проживает в низовьях реки Томь в районе города Томска. Историко-культурный центр расселения народа — деревня Эушта.
Эуштинцы, чаты и калмаки относятся к тюркоязычной группе народов и вместе образуют восточную этнотерриториальную группу сибирских татар. Особенно близки эуштинцы к чатам.
Говорят эуштицы на эуштинско-чатском говоре томского диалекта татарского (или сибирско-татарского) языка тюркской семьи. Проживают в селе Эушта, ранее также существовали деревня Тигильдеево и Горбуново.

## История

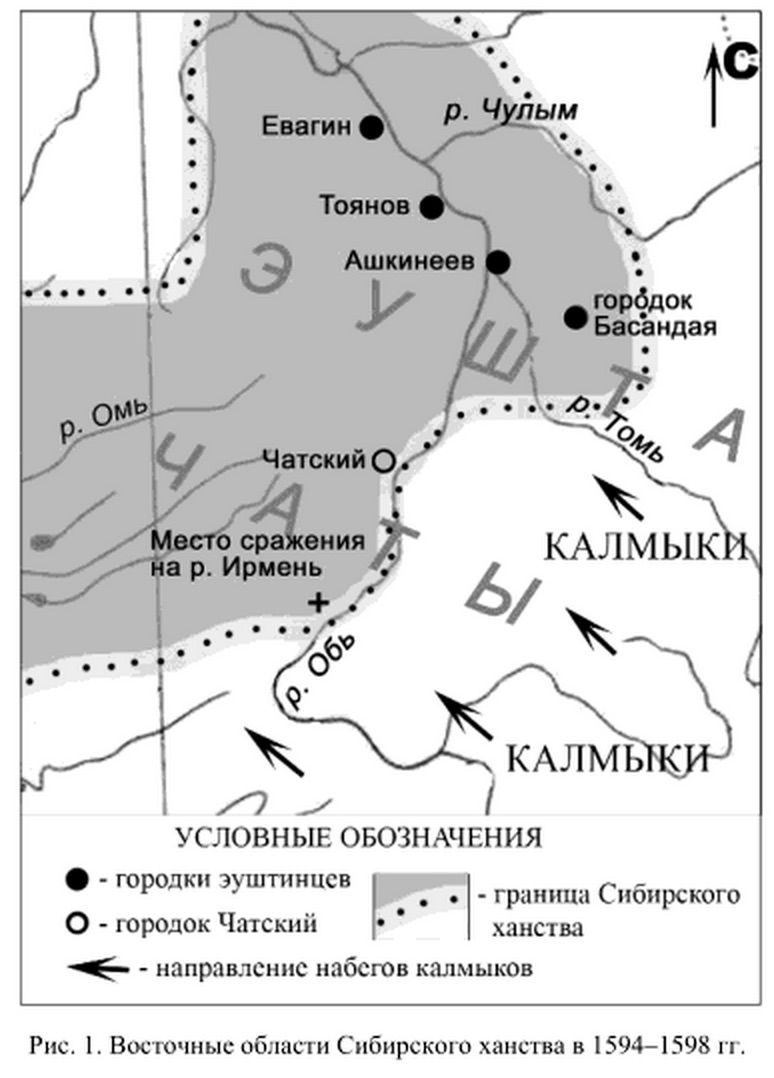
Восточные области Сибирского ханства в 1594—1598 гг.

По мнению большинства исследователей, «эуштинцы — это аборигенное самодийское население Западной Сибири, испытавшее сильное воздействие кочевников-тюрков и в дальнейшем тюркизированное».
Происхождение тюркских напластований в составе эуштинского народа многоэтапно. Сначала сюда со стороны Алтая проникли древние тюрки. Определённую роль в формировании эуштинцев сыграли кыргызские и телесские племена. В IX—X веках сюда продвигались кимаки, из среды которых вышли кыпчакские племена, оказавшие сильное влияние на этногенез сибирских татар. Кроме того, исследователи предполагают, что в составе эуштинцев были выходцы из Средней Азии. Численность эуштинцев на момент прихода на их земли русских составляла примерно 800 человек.
По совету посетившего землю эуштинцев в 1599 году Василия Тыркова их предводитель князь Тоян Ермашетев (Ермаметев) летом 1603 отправился в Москву к царю Борису Годунову с челобитной и подарками. 20 января 1604 он прибыл в Москву и подал царю челобитную с просьбой о приёме его племени под власть Русского царства и возведении в эуштинской земле города — чтобы мог он «всех государевых непослушников» «сказывать и приводить под государеву царскую высокую руку». Эуштинцы были приняты в русское подданство и при этом были освобождены от ясака, на их земле был построен Томск (Томский острог).